# Solegnathus hardwickii
Solegnathus hardwickii е вид морска игла от семейство иглови (Syngnathidae).

## Разпространение и местообитание
Видът е разпространен в Австралия (Западна Австралия, Куинсланд и Северна територия), Виетнам, Индонезия, Китай, Мавриций, Малайзия, Тайланд, Филипини и Япония.
Обитава крайбрежията на океани, морета и рифове в райони с тропически и субтропичен климат. Среща се на дълбочина около 1 m.

## Описание
На дължина достигат до 40 cm.